# Numaga
Numaga, né vers 1830 et mort le 5 novembre 1871 de la tuberculose, est un chef païute qui combattit durant la guerre des Païutes de 1860.